# Passzívház

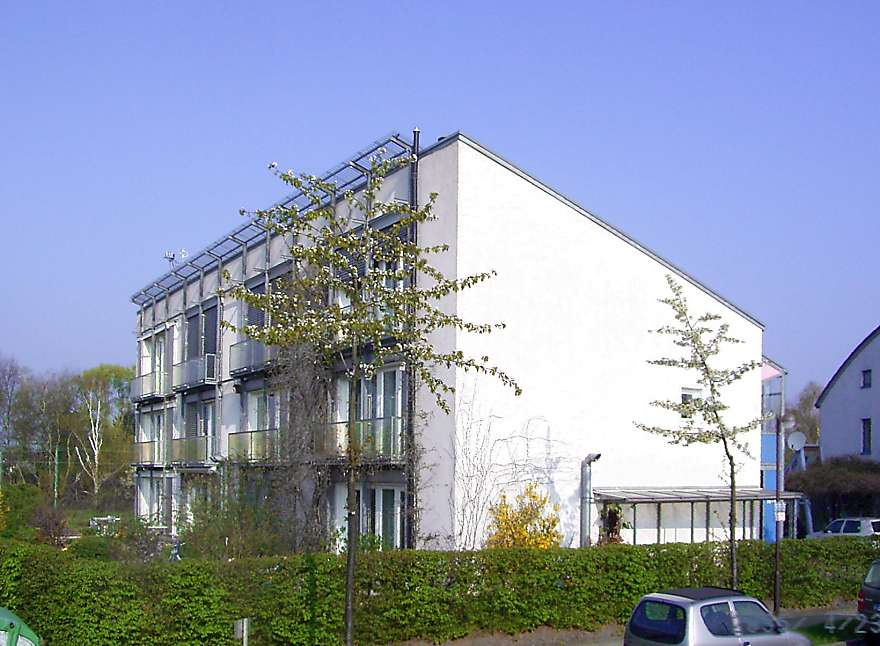
Az első passzívházak egyike Darmstadtban

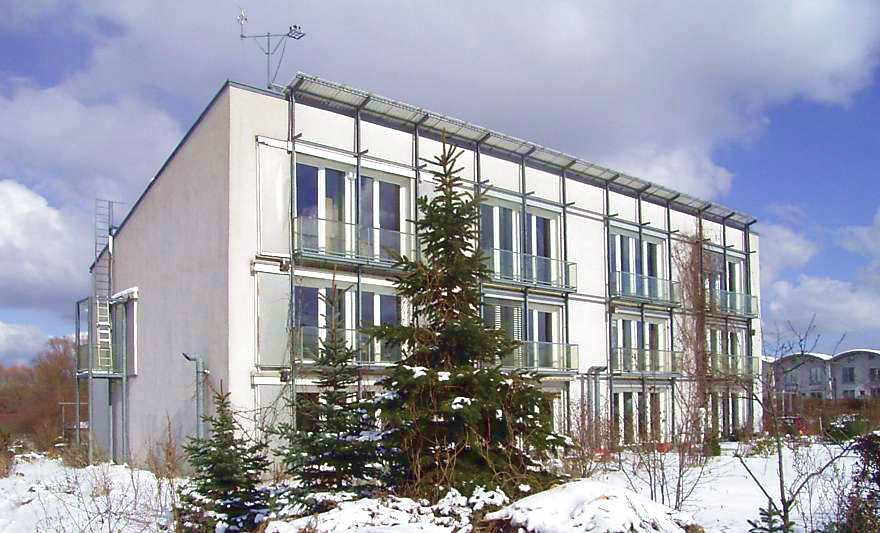
A darmstadti passzívház másik nézete

A passzívház (németül: Passivhaus) a világ több országában az energiatakarékos épületekre alkalmazott németországi minősítési rendszer. Definíciója szerint:
A passzívház olyan épület, amelyben a kényelmes hőmérséklet fenntartása (ISO 7730) megoldható kizárólag a levegő frissen tartásához (DIN 1946) megmozgatott légtömeg utánfűtésével vagy utánhűtésével, további levegő visszaforgatása nélkül.
A passzívházak kiemelkedő hőszigetelésük révén akár hagyományos fűtési rendszerrel (pl. padlófűtés), akár hagyományostól eltérő, pl. légfűtéssel is fűthetők (ami lehet költségesebb vagy olcsóbb: egy víz-levegő hőcserélő nagyobb hőcserélő felületet igényel, és költségesebb, mint a hagyományos rendszerek víz-víz hőcserélője, megspórolható sok – egyébként olcsó, kb. 1000Ft/m² – fűtéscső és néhány osztó-gyűjtő : a levegő eleve központi helyen áramlik a hővisszanyerő gépen át, a levegő-gerinc így a levegőfűtő kézenfekvő helye lehet). Valamilyen fűtésre általában szükség van.
A kívánt hőmérséklet eléréséhez szükséges viszonylag kis hőmennyiséget főleg a napsugárzásból, illetve az épületben tartózkodó személyek és műszaki berendezések által leadott hőből fedezik (utóbbiak nyáron nem segítik a temperálást, a napsugárzási nyereség viszont megfelelő árnyékolás révén lehet télen nagyobb, mint nyáron).
A minősítési rendszer nem köti ki az épület típusát, lakóházak mellett alkalmazták már például irodaépületekre, iskolákra, illetve korábbi építésű és később felújított épületekre is.
Az első passzívház 1990-ben épült a németországi Darmstadtban. A szabvány gondozásáért és a minősítésért felelős Passivhaus-Institutot 1996-ban hozták létre ugyanott. Azóta több mint 45 000 passzívház-egység épült Európa-szerte (főként Németországban és Ausztriában, de azóta már mindenhol a világon). Az energiatakarékos házak Németországon kívül leginkább Ausztriában és Svájcban, valamint a skandináv országokban, Kanadában, Új-Zélandon és Kínában kedveltek, számuk rohamosan nő világszerte. Az energiahatékony passzívház-technológia reális alapot nyújt az energiafüggőség csökkentéséhez és a széndioxid-semleges épületek elterjedéséhez.
Csak azon épületeket nevezhetjük passzívháznak, melyek megfelelnek a darmstadti Passzívház Intézet (Passivhaus Institut) hivatalos minősítési rendszerének. Magyarországon 2009 februárjában adták át az első olyan épületet a Pest megyei Szadán, amely rendelkezik ilyen hivatalos tanúsítvánnyal. Tervezője Szekér László építész, a PHPP számítást Benécs József készítette.
Gyökeresen más irányba fordulhat az építészet az elkövetkező években. A minél magasabb, izgalmasabb és látványosabb épületek helyett új célokat tűznek maguk elé a tervezők: az energia- és környezettudatosságot. Az építészek eljutottak a kérdésig: hogyan lehet energiatakarékos, illetve minél kevesebb káros anyagot kibocsátó házakat építeni? A kérdés különösen aktuális most, amikor ki vagyunk szolgáltatva a központi ellátó rendszereknek, emelkednek az energiaárak, és egyre nyilvánvalóbb a klímaválság. A hagyományos energiaforrások végesek, és a környezetünket sem terhelhetjük a végtelenségig. Egy 2012-es uniós megállapodás szerint 2020-tól a környezettudatos építkezésről szóló előírások szerint az új építésű házaknak kötelező lesz passzív háznak lenniük az Európai Unió országaiban, hiszen a Kiotói Jegyzőkönyv aláírásával a tagállamok vállalták az üvegházhatású gázok csökkentését. Magyarországon épült már több környezettudatos ház is, a Pest megyei Szadán pedig 2009 februárjában elkészült az első olyan energiatakarékos ház, amely elnyerte a darmstadti Passivhaus Institut hivatalos minősítését, mert megfelelt a passzívházak minden kritériumának. A hivatalos minősítés garanciát jelent arra, hogy a ház valóban „működik”.

## Passzívház
A passzívház a világ több országában az energiatakarékos épületekre alkalmazott németországi minősítési rendszer. Definíciója szerint: A passzívház olyan épület, amelyben a kényelmes hőmérsékletet biztosítása (ISO 7730) megoldható kizárólag a levegő frissen tartásához (DIN 1946) megmozgatott légtömeg utánfűtésével vagy utánhűtésével, további levegő visszaforgatása nélkül. Az első passzívház 1990-ben épült fel, és Németországon kívül leginkább Ausztriában és Svájcban, valamint a Skandináv országokban kedveltek, számuk rohamosan nő világszerte. Az energiahatékony passzívház-technológia reális alapot nyújt az energiafüggőség csökkentéséhez és a széndioxid-semleges épületek elterjedéséhez.
A passzívház definíciója:
- Az épület éves fűtési energiaigénye nem haladja meg a 15 kWh/(m²év) értéket,
- Átlátszatlan felületek U értéke 0,15 W/(m²K) alatt legyen,
- Ablakok, és más átlátszó felületek U értéke 0,8 W/(m²K) alatt legyen,
- A nyugat, kelet irányú, valamint a vízszinteshez 75 fok alatt hajló átlátszó felület a mögöttük lévő hasznos felület 15%-ánál nem lehet nagyobb, vagy 75% csökkentő tényezőjű napvédelemmel kell ellátni, déli felületeknél a határ a hasznos felület 25%-a.
- A frisslevegő hőmérséklete a belépésnél 17 °C felett legyen,
- Minden helyiségben legalább egy nyitható ablak kell (nyári éjszakai szellőzésre),
- Az összes primerenergia fajlagos igénye nem nagyobb mint 120 kWh/(m²/év)
- Az épület légtömörsége legfeljebb n(50)<0,6 1/h.
- A fűtési energiaigényt és az összes primerenergia-igényt PHPP-számítással, a légtömörségi értéket pedig méréssel (Blowerdoor-teszt) kell igazolni.

A hagyományos téglaszerkezetű épületek akár 300-400 kWh/m²/év energiát használnak fel A passzív ház a hagyományos épületszerkezetekhez képest 80-90%, vagy akár még több energiát takarít meg.

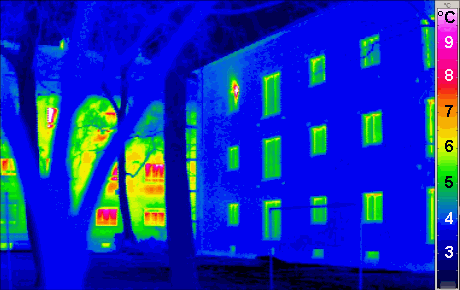
Egy passzívház hőkamerás képe. A háttérben hagyományos házak láthatóak. A jobb szélen hőmérséklet skála látható

Passzívház tervezésénél fontos elvek:
- Megfelelő tájolással a téli szoláris energia hasznosítása
- Nyári hővédelem biztosítása
- Extra hőszigetelés
- Szinte hőhídmentes szerkezetek tervezése
- Fal, tető, padló szerkezetekre előírt hőtechnikai értékek elérése
- 3 rétegű, nemesgázzal töltött üvegezésű hőszigetelt ablakszerkezetek
- Légtömörség biztosítása
- Nagy hatékonyságú szellőző berendezés hőcserélővel, földhő hasznosítással

A passzívház előnyei:
- Kellemes hőérzet
- Extra kevés fűtési költség
- A kiemelkedő szigetelésnek köszönhetően a határoló falak belső felületi hőmérséklete megegyezik a belső levegő hőmérsékletével
- Nem alakul ki huzat, sem hideg sugárzás
- Egész évben friss levegő minden lakóhelyiségben
- Szabályozott a páratartalom és penészedés nem alakul ki az épületben, a szellőzőrendszer kiszűri a bejövő levegőben található pollenek 70%-át
- Minimális energiafelhasználással a CO₂ kibocsátás is alacsony

A passzívház hátrányai:
- Nagyjából 10-15%-al drágább mint egy átlagos ház megépítése
- Megépítése nagyon bonyolult és igencsak precíz munkát igényel
- Áramszünet esetén le áll a ház teljes szellőztetése

### Kémény és gázbekötés nélkül (az első magyar minősített passzívház)
A passzívházakon általában nincs kémény, hiszen nem kell tüzelésből származó káros anyagokat a levegőbe juttatni, és a lakókat nem fenyegetik a gázhasználattal járó veszélyek sem. Ki lehet nyitni az ablakot, de nincs szükség rá, mert folyamatosan friss és tiszta levegő van a házban. A ház fontos tulajdonságai között szerepel az extra hatékony hőszigetelés: a falak 50 cm vastagok, az ablakok pedig háromrétegű üvegezéssel készültek. Szellőztetni nem a nyílászárók nyitogatásával kell: ezt a nagy hatékonyságú hőcserés szellőztető berendezés oldja meg. A házban nagyon gazdaságosan elérhető a kellemes, akár szobánként is szabályozható hőmérséklet. A földben vezetett csöveken keresztül a lakótérbe érkező friss levegő a talajhőt is hasznosítja: télen több fokkal előmelegítve, nyáron lehűtve azt. A ház hőháztartásában fontos szerep jut a napenergiának is, mind a passzív, mind az aktív hasznosítással. Passzívházaknál a hőveszteségek csökkentése mellett maximálisan törekedni kell a napenergia hasznosítására. A téli hőveszteségek csökkentésére a kompaktabb, egyszerűbb épületforma alkalmas, azonban ezen forma kisebb felületen képes a szoláris hőnyereség befogadására. Olgyay szerint mérsékelt éghajlati viszonyok között a déli tájolású 1:1,6 arányú épület az energetikailag a legkedvezőbb. Ez az arány nagy mértékben hasonlít a tradicionális magyar parasztház arányaihoz, és a szadai háznál is ezt az elvet követték a tervezők.
A tulajdonos Balogh György programozó matematikusként hat évet élt az Egyesült Államokban és itt találkozott a passzívház gondolatával. Hobbija a globális energiahelyzet követése, ezért döntött úgy, hogy nem érdemes más típusú házat építeni. Egyéves szervezést és tervezést követően hazatért családjával és 2008 szeptemberében belevágtak az építkezésbe. A folyamat eredményeként a tervezővel, Szekér Lászlóval, Benécs József műszaki vezetésével és épületenergetikai számításaival létrehozták az első minősített magyar passzívházat, amely nemcsak energia-, de költséghatékonyan megépült és működő épület. A ház előzetes terveit, energetikai számításait, kiviteli terveit és részleteit, valamint a kivitelezés folyamatát is dokumentálni kellett, a minősítés megszerzéséhez, mely az egyik legszigorúbb építési szabvány Európában. Az első magyar passzívháznak is teljesítenie kellett a légtömörségre vonatkozó előírásokat, valamint a termikus burokra, hőhídmentességre és hővisszanyerős szellőzésre vonatkozó határértékeket. A nyári felmelegedéstől árnyékolórendszer véd. A ház fűtése a napenergia mellett az ott élő emberekből és a háztartási gépek működéséből származó úgynevezett „hulladékhővel” történik, kritikus téli időszakban szükség lehet fűtés rásegítésre, amit egy kis pelletkandallóval lehet megoldani. A téli hideg, de a nyári meleg kompenzálásához is egy földben lefektetett hosszú csőrendszer szállítja a talajban felmelegedett vagy épp lehűlt levegőt. Vákuumcsöves napkollektorból származó megújuló energia támogatja a fűtés- és energiarendszer munkáját. Radiátorok nincsenek a házban, az alkalmazott padlófűtés jóval hatékonyabb. Szadán, tervezéssel együtt mintegy nyolc hónap alatt hozták létre az építményt, amely nem rendelkezik gázbekötéssel és kéménnyel, ugyanis nincs rájuk szükség.
Az építkezést sikerült 230 ezer forintos négyzetméteráron megvalósítani. Ez a 125 négyzetméteres egyszintes családi ház kivitelezése esetében nem több, mint a környéken szokásos átlagos ár. A szadai ház nemcsak arra bizonyíték, hogy a technológia hatékonyan működik, hanem arra is, hogy az építési költségeket nem a különleges szerkezet és a gépészeti megoldások dobják meg. A korábbi német példák azt mutatták, hogy a passzív házak építési költsége 15-20 százalékkal nagyobb, mint a hagyományos épületeké, a megtérülési idő pedig 8-10 év. A megfelelő tudásanyag már rendelkezésre áll a passzívházak hazai elterjedéséhez. A környezettudatos elvek szerint épülő házak hazai elterjedését várhatjuk a közeljövőben, mivel az építészetben sincs más út, mint az energia- és költséghatékonyság.

## PHPP
A Passzívház Tervezési Csomag (PHPP) egy olyan épületenergetikai szoftver, mely segíti a passzívház tervezést és kivitelezést. A dinamikus szimulációt helyettesítő számításokkal egész évre modellezhető a leendő ház energetikai működése, használata elengedhetetlen a passzívházak tervezéséhez.  A PHPP számítási módszere számos ponton eltér a magyar épületenergetikai szabályozás által előírt módszertől, ezért a két számítás eredményét közvetlenül összehasonlítani nem lehet. A PHPP számítás a magyar rendelettől eltérően külső felületre számol, a padlószint alatti rétegek alatt is, részletesebb adatokat vesz figyelembe, klímaadatok, nyílászárók, hőhidak esetén igazolt értékeket vesz alapul, a darmstadti Passivhaus Institut honlapján megadott komponens adatbankból számol a gépészeti berendezésekkel. Magyarországon nem követelmény a PHPP minősítés (ami Darmstadtban megszerezhető), de a számítás egy lehetséges segédlet a magyar előírások szerinti tervezésben.

### Technikai adatok
A polisztirol-zsalus technológiával készült épület 35 cm grafitadalékos Neopor szigetelést kapott és 150 tonna betont tartalmaz. A vastag szigetelés a szintén nem hagyományos lemezalap alatt is megtalálható és hőhíd-mentesen veszi körbe a házat. A telken 60 méter hosszan csőrendszer kanyarog a földben és a talajhőt átvevő friss levegőt szállítja a házba. A ház „tüdeje” egy 65 négyzetméter felületű hőcserélő készülék, amely 90 százalékos hatékonysággal nyeri vissza a hőt a távozó használt levegőből. A gép két óra alatt képes elvégezni a teljes légcserét, áramfelvétele kisebb, mint egy hűtőé. A vizes helyiségekből (fürdőszoba, konyha) történik az elszívás és a lakóhelyiségekbe áramlik a friss levegő, így a szagok is eltávoznak. A szellőzés intenzitása állítható. Minden elszívási ponton könnyen cserélhető szűrőket szereltek fel. A por- és allergiamentesség pollenszűrők beépítésével érhető el. A vízmelegítést egy 500 literes rétegtározós tartály végzi, amelyben nem mozog a víz, csak hőcsere történik. A víz felmelegítését a napkollektor és szükség esetén elektromos rásegítő végzi.